# Bitwa morska w Cieśninie Dardanelskiej (1654)
Bitwa morska w Cieśninie Dardanelskiej – starcie zbrojne, które miało miejsce 16 maja 1654 podczas wojny wenecko-tureckiej (1645–1669).
Wenecki wódz Giuseppe Delfino dotarł do Cieśniny Dardanelskiej 19 kwietnia po długim rejsie, w którym stracił 3 okręty. Jego flota złożona z 16 żaglowców, 2 galeas i 8 galer nie była wystarczająco duża ani odpowiednio przygotowana. Murad, turecki Kapudan Pasza (czyli admirał) opuścił Konstantynopol z flotą liczącą 76 okrętów (30 żaglowców, 6 galeas i 40 galer) i 10 maja dotarł do Cieśniny Dardanelskiej, a 15 maja wyszedł na Morze Egejskie. Jego flota sformowana była w 3 linie: żaglowce w pierwszej, galeasy w drugiej i galery w trzeciej. Następnego dnia Delfino zaatakował opuszczających Dardanele Turków. Jego plan polegal na tym, że będzie stał spokojnie na kotwicach, aż Turcy przejdą obok, a następnie uderzy na ich tyły.  Jednak wiele weneckich okrętów pospieszyło się, zostawiając z tyłu okręt flagowy San Giorgio grande, a także okręt z zastępcą wodza floty  Daniele Morosinim - Aquila d'Oro, a z nimi razem zostały  bez wsparcia Orsola Bonaventura (kapitan Sebastiano Molino), Margarita, 2 galleasy i 2 galery.
Pierwszy został zaatakowany okręt flagowy Aquila d'Oro przez wielki turecki okręt, który udało się Wenecjanom zdobyć przed przybyciem 5 dalszych okrętów tureckich. Turecki okręt zaczął się palić, a od niego zapalił się przyczepiony do niego linami abordażowymi Aquila d'Oro. Morossini wzięty został do niewoli w czasie próby ucieczki łodzią pokładową. W bitwę wkrótce w pełni zaangażowały się obie floty. W wyniku zażartych walk Wenecjanie stracili 2 żaglowce i 2 galery(jedna spalona, a druga zdobyta przez Turków). Dowódca galer Francesco Morossini zginął. Poza tym było 30 zabitych i 40 rannych. Turcy stracili 2 żaglowce spalone i prawdopodobnie 1 galeasę i 1 galerę, zdobyte przez Wenecjan. Wenecjanie wycofali się, by uniknąć całkowitej zagłady, gdyż zwycięskim Turkom przychodziły poważne posiłki w postaci 36 okrętów (14 żaglowców, 22 galery).